# سوق النحاتين
سوق النحاتين هو أحد أسواق مدينة دمشق، يقع بين سوق السنانية وبداية سوق الغنم في السويقة، عند المدرسة الصابونية، وهو سوق صغير لنحت شواهد القبور واللوحات الرخامية والحجرية التذكارية وما لها.